# Giuseppe Dossena
Giuseppe Dossena, detto Beppe (Milano, 2 maggio 1958), è un dirigente sportivo, allenatore di calcio ed ex calciatore italiano, di ruolo centrocampista, campione del mondo con la nazionale italiana nel 1982.

## Biografia
Nasce a due passi dallo Stadio San Siro; da Milano va via presto per diventare un calciatore. È sposato con Tiziana dal settembre 1982, conosciuta a Bologna, dalla quale ha avuto due figli, Gianluca e Andrea.
Nelle indagini relative al Totonero del 1980 viene citato il suo nome (fu invitato a comparire dagli inquirenti); nessuna accusa gli venne formalizzata. Carlo Petrini lo tira in ballo anche in seguito (vedi suo libro Nel fango del dio pallone) come un protagonista attivo di vicende su scommesse.
Laureato in scienze politiche e discreto golfista, nel 1987 si candidò in politica con il PSI, anche grazie alla stretta amicizia con il segretario di partito Bettino Craxi.
Nel 2008 Dossena è condannato in primo grado a otto mesi di reclusione (con la condizionale), oltre a una multa di € 600, per il reato di tentata truffa ai danni di Riccardo Garrone; tale pena è cancellata nel 2010 per sopravvenuta prescrizione.

## Caratteristiche tecniche

### Giocatore
Regista; spesso effettuava inserimenti offensivi, per tentare la conclusione a rete.

## Carriera

### Giocatore

#### Club

##### Primi anni
Cresce calcisticamente nel vivaio dell'Alcione, squadra milanese. Entra quindi nel settore giovanile all'epoca più organizzato d'Italia, quello del Torino.
Dopo aver vinto in maglia granata il Campionato Primavera 1976-1977, battendo in finale i pari età del Cesena, è ceduto in prestito alla Pistoiese nella stagione 1977-1978, appena salita in Serie B. In Toscana è subito titolare mettendo a referto 28 presenze. debutta fin dalla prima giornata di campionato, nella sfida Taranto-Pistoiese (1-0), e segna la prima rete da professionista il 18 dicembre 1977 in Cesena-Pistoiese (2-1). L'anno successivo, nel frattempo accasatosi proprio a Cesena, totalizza 28 apparizioni sempre in cadetteria.

##### Bologna
Rientrato a Torino, è ceduto in compartecipazione al Bologna, club fresco di cambio di proprietà. Qui conquista subito il posto di titolare, formando una coppia interessante di giovani con Franco Colomba (quest'ultimo capitano della squadra).
L'accordo fra rossoblu e granata si rinnovò per la stagione successiva, quando il Bologna, penalizzato di 5 punti in seguito a vicende di calcioscommesse, allenato da Gigi Radice concluse il campionato al 5º posto. Segna il gol della vittoria sul Torino. A fine stagione conquista la Nazionale, prima che il Torino ottenga di nuovo l'interezza del suo cartellino.

##### Torino

Dossena in lotta con lo juventino Rossi nel derby della Mole il 26 febbraio 1984

Dopo quattro anni, Dossena torna in granata. Nelle prime quattro stagioni non salta nessuna gara di campionato, tre nelle ultime due annate; alla fine dell'esperienza torinese totalizza 241 presenze tra campionato, Coppa Italia e Coppa UEFA, con 29 reti.
Al termine del primo campionato è inoltre convocato da Enzo Bearzot al Mondiale 1982, laureandosi campione pur senza mai scendere in campo. Per la Curva Maratona diverrà un idolo, grazie a prestazioni sempre importanti e a reti come quella siglata nel derby del 27 marzo 1983, "Il Derby del 3 a 2"; i tifosi gli dedicheranno un grande striscione recitante "Un magico Dossena per una magica curva".
Nel 1984 l'arrivo di Júnior gli fa cambiare ruolo: il brasiliano è regista, Dossena ha dissidi con l'allenatore Radice ritrovato dopo l'esperienza di Bologna, e i rapporti con i tifosi cambiano negativamente.
I suoi sei anni al Torino terminarono improvvisamente, e in maniera non serena, con la cessione in Serie B all'Udinese, dopo un brevissimo passaggio estivo (1987) alla Lazio, per sopravvenute frizioni con la proprietà granata.

##### Sampdoria

Dossena (in piedi, primo da sinistra) nella Sampdoria campione d'Italia 1990-1991

A 30 anni, quando per lui sembra iniziata una parabola discendente, va in Serie A alla Sampdoria. Riciclato inizialmente da terzino sinistro, vince lo scudetto coi blucerchiati nel 1991: non salta nessuna partita, integrandosi a centrocampo con Cerezo.
Con la formazione allenata da Vujadin Boškov è in ogni competizione, segna con l'Inter a San Siro e con il Malines in Coppa delle Coppe.
Similmente a quella di Torino, l'esperienza sampdoriana (costellata da Scudetto, Coppa delle Coppe, Coppa Italia e Supercoppa italiana) si chiude in modo improvviso quanto inatteso: a novembre 1991 è ceduto al Perugia, passando in poche settimane da una doppietta in Coppa dei Campioni alla Serie C1. A fine stagione si ritira.

#### Nazionale
La prima chiamata in azzurro arriva, da parte di Bearzot, quando è nel Bologna; è il 19 aprile 1981, amichevole con la Germania Est. L'anno successivo sarà campione del mondo in Spagna pur senza essere stato utilizzato. Diventa comunque una colonna della Nazionale, pur soffrendo molto l'esclusione - che causerà polemiche - dai convocati per il Mundial '86 a favore di Antonio Di Gennaro.

Dossena in nazionale nel 1986

Complessivamente, con la Nazionale di calcio italiana colleziona 38 presenze, segnando l'unica rete il 23 settembre 1981 nella vittoria 3-2 con la Bulgaria, partita in cui realizzò anche l'autogol.

### Allenatore
Conclusa la carriera da calciatore, intraprende quella di allenatore, che lo porterà a essere un autentico globe-trotter della panchina.
A marzo 1998 viene nominato vice di Paolo Beruatto alla Triestina. Il 21 luglio gli viene affidata la guida della nazionale maggiore, della selezione olimpica, dell'Under-20 e dell'Under-17 del Ghana. Subito con l'Under-17 conquista la Coppa delle Nazioni Africane. L'anno seguente la stessa coppa la vince con l'Under-20. In seguito gli affidano la squadra femminile. L'eliminazione ai quarti di finale in Coppa d'Africa 2000 e la mancata qualificazione ai Mondiali segnano la fine dell'esperienza. Manterrà i contatti col Ghana consigliando i migliori calciatori ai club italiani (come avvenuto con Muntari).
Il 20 giugno 2000 accetta l'offerta di Gaucci di allenare il Catania. Chiamato successivamente in Arabia Saudita all'Al-Ittihad, vince il campionato. Il 27 dicembre 2001 diventa vice di Cesare Maldini al Paraguay. Il 15 giugno 2002 dopo la sconfitta contro la Germania agli ottavi di finale del Campionato del Mondo lascia la nazionale in concomitanza alle dimissioni di Cesare. Il 27 giugno 2002 diventa allenatore dell'Albania, firmando contratto di un anno. L'11 novembre rescinde unilateralmente il contratto.. Alla base di questa decisione, l'offerta - pervenutagli direttamente da Saadi Gheddafi - di assumere la guida dell'Al-Ittihad, in Libia, dove nella stagione 2002-2003 vince campionato e supercoppa.
Conclusa quest'esperienza torna in Italia, in C2 subentrando il 4 dicembre alla Lodigiani; dopo la salvezza dalla Serie D. Il 18 ottobre 2004 viene esonerato dopo un mese da inizio campionato a causa di risultati deludenti, 2 sconfitte nelle ultime 3 gare. Il 30 agosto 2010 riprende a allenare a distanza di anni, tornando in Africa: lo chiama la squadra più vincente d'Etiopia, il Saint-George, con cui manca la vittoria in campionato per un punto di differenza, dopo rimonta.

### Dirigente
Prima di intraprendere la carriera di allenatore, tenta quella di dirigente. L'11 settembre 1992 viene nominato da Sergio Cragnotti come nuovo responsabile del settore giovanile della Lazio, avvalendosi della collaborazione di Walter Sabatini e Roberto Ottaviani. Successivamente passa alla Roma.
Il 15 giugno 1995 diventa team manager della Sampdoria. Il 4 maggio 2002 con l'avvenuta della nuova presidenza viene sollevato dall'incarico. Il 17 maggio 2005 viene nominato direttore dell'area tecnica della Sambendettese. L'11 agosto 2006 entra nello staff del Benevento, nel ruolo di consulente e osservatore in compagnia dell'ex compagno di squadra al Torino e grande amico Danilo Pileggi.
Nel 2009, prima di tornare a allenare (in Etiopia), è responsabile del "Progetto Cina" organizzato dal Parma, con cui il presidente Ghirardi intende imbastire relazioni sportive con l'Estremo Oriente. Nel 2013 è osservatore del settore giovanile del Massafra, formazione dilettantistica pugliese militante in Eccellenza.

### Dopo il ritiro

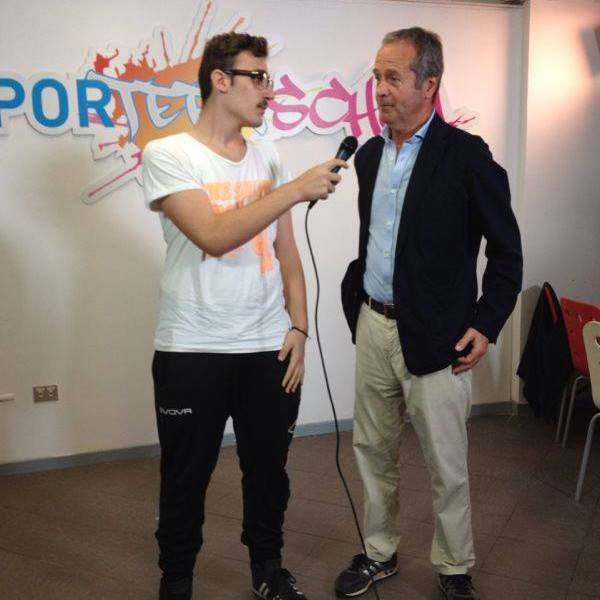
Dossena (a destra) durante un'intervista nel 2014

La sua carriera televisiva inizia nel 2004, non appena lasciata la panchina della Lodigiani, presso la Rai dove sempre si dipanerà fino a oggi.
Nel 2006 è ospite con Fulvio Collovati, Marco Tardelli, Daniele Tombolini a Notti mondiali. È opinionista de La Domenica Sportiva nelle edizioni di Iacopo Volpi (2006-2007) e di Massimo De Luca (2007-2010). Nel 2010 è stato commentatore di alcune partite dei Mondiali sudafricani e ospite a Mondiale Rai Sprint e Mondiale Rai Sera (condotti da Marco Mazzocchi) e a Notti Mondiali con in studio ancora Volpi. Sempre nello stesso anno affianca Bruno Gentili nelle telecronache Rai delle gare della Nazionale italiana.
Nel 2012 presenzia alle telecronache agli Europei; il suo commento tecnico, al pari della cronaca di Bruno Gentili, non è particolarmente apprezzato dalla critica e dai telespettatori, a causa di frequenti strafalcioni, nomi e cognomi dei calciatori confusi, e soprattutto di un lessico troppo arzigogolato. Dossena è confermato come commentatore tecnico quando la Nazionale azzurra cambia telecronista, con l'avvento di Stefano Bizzotto per la Confederations Cup 2013. È uno degli ospiti a Il grande match per i post-partita di Euro 2016.

## Statistiche

### Presenze e reti nei club
| Stagione         | Squadra          | Campionato       | Campionato | Campionato | Coppe nazionali | Coppe nazionali | Coppe nazionali | Coppe continentali | Coppe continentali | Coppe continentali | Altre coppe | Altre coppe | Altre coppe | Totale | Totale |
| Stagione         | Squadra          | Comp             | Pres       | Reti       | Comp            | Pres            | Reti            | Comp               | Pres               | Reti               | Comp        | Pres        | Reti        | Pres   | Reti   |
| ---------------- | ---------------- | ---------------- | ---------- | ---------- | --------------- | --------------- | --------------- | ------------------ | ------------------ | ------------------ | ----------- | ----------- | ----------- | ------ | ------ |
| 1976-1977        | Torino           | A                | 0          | 0          | CI              | 0               | 0               | CC                 | 0                  | 0                  | -           | -           | -           | 0      | 0      |
| 1977-1978        | Pistoiese        | B                | 28         | 1          | CI              | 2               | 0               | -                  | -                  | -                  | -           | -           | -           | 30     | 1      |
| 1978-1979        | Cesena           | B                | 28         | 0          | CI              | 0               | 0               | -                  | -                  | -                  | -           | -           | -           | 28     | 0      |
| 1979-1980        | Bologna          | A                | 28         | 2          | CI              | 4               | 1               | -                  | -                  | -                  | -           | -           | -           | 32     | 3      |
| 1980-1981        | Bologna          | A                | 29         | 5          | CI              | 7               | 1               | -                  | -                  | -                  | TC          | 3           | 0           | 39     | 6      |
| Totale Bologna   | Totale Bologna   | Totale Bologna   | 57         | 7          |                 | 11              | 2               |                    | -                  | -                  |             | 3           | 0           | 71     | 9      |
| 1981-1982        | Torino           | A                | 30         | 4          | CI              | 10              | 2               | -                  | -                  | -                  | -           | -           | -           | 40     | 6      |
| 1982-1983        | Torino           | A                | 30         | 3          | CI              | 10              | 1               | -                  | -                  | -                  | -           | -           | -           | 40     | 4      |
| 1983-1984        | Torino           | A                | 30         | 5          | CI              | 11              | 2               | -                  | -                  | -                  | -           | -           | -           | 41     | 7      |
| 1984-1985        | Torino           | A                | 30         | 5          | CI              | 6               | 0               | -                  | -                  | -                  | -           | -           | -           | 36     | 5      |
| 1985-1986        | Torino           | A                | 28         | 1          | CI              | 8               | 1               | CU                 | 4                  | 0                  | TE          | 4           | 1           | 44     | 3      |
| 1986-1987        | Torino           | A                | 29         | 2          | CI              | 7               | 1               | CU                 | 8                  | 2                  | -           | -           | -           | 44     | 5      |
| Totale Torino    | Totale Torino    | Totale Torino    | 177        | 20         |                 | 52              | 7               |                    | 12                 | 2                  |             | 4           | 1           | 245    | 30     |
| 1987-1988        | Udinese          | B                | 28         | 6          | CI              | 0               | 0               | -                  | -                  | -                  | -           | -           | -           | 28     | 6      |
| 1988-1989        | Sampdoria        | A                | 34         | 5          | CI              | 14              | 2               | CdC                | 9                  | 1                  | SI          | 1           | 0           | 58     | 8      |
| 1989-1990        | Sampdoria        | A                | 34         | 3          | CI              | 4               | 0               | CdC                | 9                  | 0                  | SI          | 1           | 0           | 48     | 3      |
| 1990-1991        | Sampdoria        | A                | 34         | 1          | CI              | 7               | 2               | CdC                | 6                  | 0                  | SU          | 2           | 0           | 49     | 3      |
| lug.-nov. 1991   | Sampdoria        | A                | 6          | 0          | CI              | 3               | 0               | CC                 | 1                  | 2                  | SI          | 0           | 0           | 10     | 2      |
| Totale Sampdoria | Totale Sampdoria | Totale Sampdoria | 108        | 9          |                 | 28              | 4               |                    | 25                 | 3                  |             | 4           | 0           | 165    | 16     |
| 1991-1992        | Perugia          | C1               | 26         | 3          | CI+CI-C         | 0+?             | 0+?             | -                  | -                  | -                  | -           | -           | -           | 26+    | 3+     |
| Totale carriera  | Totale carriera  | Totale carriera  | 452        | 46         |                 | 93+             | 13+             |                    | 37                 | 5                  |             | 11          | 1           | 593+   | 65+    |

### Cronologia presenze e reti in nazionale
| Cronologia completa delle presenze e delle reti in nazionale ― Italia | Cronologia completa delle presenze e delle reti in nazionale ― Italia | Cronologia completa delle presenze e delle reti in nazionale ― Italia | Cronologia completa delle presenze e delle reti in nazionale ― Italia | Cronologia completa delle presenze e delle reti in nazionale ― Italia | Cronologia completa delle presenze e delle reti in nazionale ― Italia | Cronologia completa delle presenze e delle reti in nazionale ― Italia | Cronologia completa delle presenze e delle reti in nazionale ― Italia |
| Data                                                                  | Città                                                                 | In casa                                                               | Risultato                                                             | Ospiti                                                                | Competizione                                                          | Reti                                                                  | Note                                                                  |
| --------------------------------------------------------------------- | --------------------------------------------------------------------- | --------------------------------------------------------------------- | --------------------------------------------------------------------- | --------------------------------------------------------------------- | --------------------------------------------------------------------- | --------------------------------------------------------------------- | --------------------------------------------------------------------- |
| 19-4-1981                                                             | Udine                                                                 | Italia                                                                | 0 – 0                                                                 | Germania Est                                                          | Amichevole                                                            | -                                                                     |                                                                       |
| 3-6-1981                                                              | Copenaghen                                                            | Danimarca                                                             | 3 – 1                                                                 | Italia                                                                | Qual. Mondiali 1982                                                   | -                                                                     | 67’                                                                   |
| 23-9-1981                                                             | Bologna                                                               | Italia                                                                | 3 – 2                                                                 | Bulgaria                                                              | Amichevole                                                            | 1                                                                     | 12’ - autorete                                                        |
| 17-10-1981                                                            | Belgrado                                                              | Jugoslavia                                                            | 1 – 1                                                                 | Italia                                                                | Qual. Mondiali 1982                                                   | -                                                                     |                                                                       |
| 14-11-1981                                                            | Torino                                                                | Italia                                                                | 1 – 1                                                                 | Grecia                                                                | Qual. Mondiali 1982                                                   | -                                                                     |                                                                       |
| 5-12-1981                                                             | Napoli                                                                | Italia                                                                | 1 – 0                                                                 | Lussemburgo                                                           | Qual. Euro 1984                                                       | -                                                                     |                                                                       |
| 23-2-1982                                                             | Parigi                                                                | Francia                                                               | 2 – 0                                                                 | Italia                                                                | Amichevole                                                            | -                                                                     |                                                                       |
| 14-4-1982                                                             | Lipsia                                                                | Germania Est                                                          | 1 – 0                                                                 | Italia                                                                | Amichevole                                                            | -                                                                     | 46’                                                                   |
| 28-5-1982                                                             | Ginevra                                                               | Svizzera                                                              | 1 – 1                                                                 | Italia                                                                | Amichevole                                                            | -                                                                     | 78’                                                                   |
| 27-10-1982                                                            | Roma                                                                  | Italia                                                                | 0 – 1                                                                 | Svizzera                                                              | Amichevole                                                            | -                                                                     | 46’                                                                   |
| 13-11-1982                                                            | Milano                                                                | Italia                                                                | 2 – 2                                                                 | Cecoslovacchia                                                        | Qual. Euro 1984                                                       | -                                                                     | 77’                                                                   |
| 16-4-1983                                                             | Bucarest                                                              | Romania                                                               | 1 – 0                                                                 | Italia                                                                | Qual. Euro 1984                                                       | -                                                                     | 56’                                                                   |
| 29-5-1983                                                             | Göteborg                                                              | Svezia                                                                | 2 – 0                                                                 | Italia                                                                | Qual. Euro 1984                                                       | -                                                                     | 46’                                                                   |
| 5-10-1983                                                             | Bari                                                                  | Italia                                                                | 3 – 0                                                                 | Grecia                                                                | Amichevole                                                            | -                                                                     |                                                                       |
| 15-10-1983                                                            | Napoli                                                                | Italia                                                                | 0 – 3                                                                 | Svezia                                                                | Qual. Euro 1984                                                       | -                                                                     |                                                                       |
| 16-11-1983                                                            | Praga                                                                 | Cecoslovacchia                                                        | 2 – 0                                                                 | Italia                                                                | Qual. Euro 1984                                                       | -                                                                     |                                                                       |
| 22-12-1983                                                            | Perugia                                                               | Italia                                                                | 3 – 1                                                                 | Cipro                                                                 | Qual. Euro 1984                                                       | -                                                                     |                                                                       |
| 4-2-1984                                                              | Roma                                                                  | Italia                                                                | 5 – 0                                                                 | Messico                                                               | Amichevole                                                            | -                                                                     | 46’                                                                   |
| 3-3-1984                                                              | Istanbul                                                              | Turchia                                                               | 1 – 2                                                                 | Italia                                                                | Amichevole                                                            | -                                                                     | 85’                                                                   |
| 7-4-1984                                                              | Verona                                                                | Italia                                                                | 1 – 1                                                                 | Cecoslovacchia                                                        | Amichevole                                                            | -                                                                     |                                                                       |
| 22-5-1984                                                             | Zurigo                                                                | Germania Ovest                                                        | 1 – 0                                                                 | Italia                                                                | Amichevole                                                            | -                                                                     |                                                                       |
| 26-5-1984                                                             | Toronto                                                               | Canada                                                                | 0 – 2                                                                 | Italia                                                                | Amichevole                                                            | -                                                                     | 74’                                                                   |
| 30-5-1984                                                             | New York                                                              | Stati Uniti                                                           | 0 – 0                                                                 | Italia                                                                | Amichevole                                                            | -                                                                     | 59’                                                                   |
| 26-9-1984                                                             | Milano                                                                | Italia                                                                | 1 – 0                                                                 | Svezia                                                                | Amichevole                                                            | -                                                                     | 62’                                                                   |
| 3-11-1984                                                             | Losanna                                                               | Svizzera                                                              | 1 – 1                                                                 | Italia                                                                | Amichevole                                                            | -                                                                     | 62’                                                                   |
| 8-12-1984                                                             | Pescara                                                               | Italia                                                                | 2 – 0                                                                 | Polonia                                                               | Amichevole                                                            | -                                                                     | 61’                                                                   |
| 5-2-1985                                                              | Dublino                                                               | Irlanda                                                               | 1 – 2                                                                 | Italia                                                                | Amichevole                                                            | -                                                                     | 72’                                                                   |
| 13-3-1985                                                             | Atene                                                                 | Grecia                                                                | 0 – 0                                                                 | Italia                                                                | Amichevole                                                            | -                                                                     | 80’                                                                   |
| 2-6-1985                                                              | Città del Messico                                                     | Messico                                                               | 1 – 1                                                                 | Italia                                                                | Amichevole                                                            | -                                                                     | 78’                                                                   |
| 8-10-1986                                                             | Bologna                                                               | Italia                                                                | 2 – 0                                                                 | Grecia                                                                | Amichevole                                                            | -                                                                     |                                                                       |
| 15-11-1986                                                            | Milano                                                                | Italia                                                                | 3 – 2                                                                 | Svizzera                                                              | Qual. Euro 1988                                                       | -                                                                     |                                                                       |
| 6-12-1986                                                             | Ta' Qali                                                              | Malta                                                                 | 0 – 2                                                                 | Italia                                                                | Qual. Euro 1988                                                       | -                                                                     | 74’                                                                   |
| 24-1-1987                                                             | Bergamo                                                               | Italia                                                                | 5 – 0                                                                 | Malta                                                                 | Qual. Euro 1988                                                       | -                                                                     | 56’                                                                   |
| 14-2-1987                                                             | Lisbona                                                               | Portogallo                                                            | 0 – 1                                                                 | Italia                                                                | Qual. Euro 1988                                                       | -                                                                     | 76’                                                                   |
| 18-4-1987                                                             | Colonia                                                               | Germania Ovest                                                        | 0 – 0                                                                 | Italia                                                                | Amichevole                                                            | -                                                                     | 57’                                                                   |
| 28-5-1987                                                             | Oslo                                                                  | Norvegia                                                              | 0 – 0                                                                 | Italia                                                                | Amichevole                                                            | -                                                                     |                                                                       |
| 3-6-1987                                                              | Stoccolma                                                             | Svezia                                                                | 1 – 0                                                                 | Italia                                                                | Qual. Euro 1988                                                       | -                                                                     |                                                                       |
| 10-6-1987                                                             | Zurigo                                                                | Italia                                                                | 3 – 1                                                                 | Argentina                                                             | Amichevole                                                            | -                                                                     | 89’                                                                   |
| Totale                                                                |                                                                       | Presenze (74º posto)                                                  | 38                                                                    |                                                                       | Reti                                                                  | 1                                                                     |                                                                       |

## Palmarès

### Club

#### Competizioni giovanili
- Campionato Primavera: 1

Torino: 1976-1977

#### Competizioni nazionali
- Coppa Italia: 1

Sampdoria: 1988-1989
- Campionato italiano: 1

Sampdoria: 1990-1991
- Supercoppa italiana: 1

Sampdoria: 1991

#### Competizioni internazionali
- Coppa delle Coppe: 1

Sampdoria: 1989-1990

### Nazionale
- Campionato mondiale: 1

Spagna 1982

### Club
- Campionato saudita: 1

Al-Ittihad Jeddah: 2001
- Campionato libico: 1

Al-Ittihad Tripoli: 2003
- Supercoppa di Libia: 1

Al-Ittihad Tripoli: 2003

### Nazionale
- Coppa d'Africa Under-17

Ghana: 1998
- Coppa d'Africa Under-20

Ghana: 1999